# Per Holmertz
Per Anders Gustaf Holmertz, né le 3 février 1960 à Motala (Suède), est un nageur suédois, spécialiste des courses de nage libre. Il est l'ex-mari de la nageuse norvégienne Lene Jenssen.

## Carrière
Per Holmertz remporte une médaille de bronze en relais 4 × 100 mètres nage libre aux championnats du monde 1978. Il est deux ans plus tard vice-champion olympique du 100 mètres nage libre aux Jeux olympiques de 1980 à Moscou.
Il remporte ensuite trois médailles internationales, toutes en relais 4 × 100 mètres nage libre : une médaille de bronze mondiale aux championnats du monde 1982 et deux médailles d'argent continentales aux championnats d'Europe 1981 et 1983.